# L'Étrange Festival Lyon 2010
L'Étrange Festival Lyon 2010 est la troisième édition de L'Étrange Festival Lyon qui sera nommé Les Hallucinations collectives l'année suivante.

## Déroulement et faits marquants
La troisième édition du festival a eu lieu du mercredi 31 mars au mardi 6 avril 2010,,.
8 avant-premières, une thématique sur le mouvement panique, un focus sur le réalisateur Paul Bartel et une thématique sur les dérivés d'Alice au pays des merveilles forment le liant de cette édition.
Les projections sont effectuées dans la salle numéro 4 du cinéma Le Comœdia.

### Projections
| Titre                                                 | Réalisateur(s)                        | Année            | Pays             |
| Film d'ouverture                                      | Film d'ouverture                      | Film d'ouverture | Film d'ouverture |
| ----------------------------------------------------- | ------------------------------------- | ---------------- | ---------------- |
| I Love Sarah Jane (14 min)                            | Spencer Susser                        | 2008             | Australie        |
| Enter the Void                                        | Gaspard Noé                           | 2010             | France           |
| Longs métrages en avant-premières                     |                                       |                  |                  |
| Splice                                                | Vincenzo Natali                       | 2010             | Canada           |
| Villemolle 81                                         | Winshluss                             | 2009             | France           |
| Accidents Happen                                      | Andrew Lancaster                      | 2009             | Australie        |
| Echo                                                  | Anders Morgenthaler                   | 2007             | Danemark         |
| Blackaria                                             | François Gaillard et Christophe Robin | 2009             | France           |
| La Comtesse (The Countess)                            | Julie Delpy                           | 2009             | Allemagne        |
| Courts métrages                                       |                                       |                  |                  |
| Spider (9 min)                                        | Nash Edgerton                         | 2007             | Australie        |
| Chainsaw Maid (7 min)                                 | Takena Nagao                          | 2009             | Japon            |
| King Crab Attack (7 min)                              | Grégoire Sivan                        | 2009             | France           |
| Food for Thought (9 min)                              | Will Hartman                          | 2008             | États-Unis       |
| Chair Amie (4 min)                                    | Pierre Adrien                         | 2010             | France           |
| No Place like home (6 min)                            | Rosto                                 | 2008             | Pays-Bas         |
| I’m a excellent drummer you know (3 min)              | Tanmoi                                | 2008             | Royaume-Uni      |
| Dolorossa (16 min)                                    | Christophe Debacq                     | 2009             | France           |
| My Wrongs Number 8245-8249 And 117 (12 min)           | Chris Morris                          | 2002             | Royaume-Uni      |
| The blindness of the woods (11 min)                   | Martin Jalfen et Javier Lourenco      | 2009             | Argentine        |
| The Funk (7 min)                                      | Cris Jones                            | 2008             | Australie        |
| The cat with hands (3 min 30 s)                       | Robert Morgan                         | 2001             | Royaume-Uni      |
| Santa : The Fascist Years (3 min)                     | Bill Plympton                         | 2008             | États-Unis       |
| After school midnight (7 min)                         | Hitoshi Takekiyo                      | 2008             | Japon            |
| Les Reflets d’Alice                                   |                                       |                  |                  |
| Morgane et ses nymphes                                | Bruno Gantillon                       | 1971             | France           |
| Valérie au pays des merveilles (Valerie a Týden Divu) | Jaromil Jireš                         | 1970             | Tchécoslovaquie  |
| Alice (Něco z Alenky)                                 | Jan Svankmajer                        | 1988             | Tchécoslovaquie  |
| Hommage à Paul Bartel                                 |                                       |                  |                  |
| La Course à la mort de l'an 2000 (Death Race 2000)    | Paul Bartel                           | 1975             | États-Unis       |
| Eating Raoul                                          | Paul Bartel                           | 1982             | États-Unis       |
| Lust in the Dust                                      | Paul Bartel                           | 1985             | États-Unis       |
| Panique !                                             |                                       |                  |                  |
| Marquis                                               | Henri Xhonneux                        | 1989             | France           |
| La Montagne sacrée (La Montana Sagrada)               | Alejandro Jodorowsky                  | 1973             | Mexique          |
| Viva la muerte                                        | Fernando Arrabal                      | 1970             | France           |
| Carte blanche à Nanarland                             |                                       |                  |                  |
| Ninja Terminator                                      | Godfrey Ho                            | 1985             | Hong Kong        |
| Devil Story                                           | Bernard Launois                       | 1985             | France           |
| Documentaire                                          |                                       |                  |                  |
| Marvel 14 : les super-héros contre la censure         | Jean Depelley et Philippe Roure       | 2009             | France           |
| Film d'amour non simulé                               |                                       |                  |                  |
| Les Tringleuses                                       | Alphonse Beni                         | 1974             | France           |
| Film de clôture                                       |                                       |                  |                  |
| Treevenge (16 min)                                    | Jason Eisener                         | 2008             | Canada           |
| Mammuth                                               | Benoit Delepine et Gustave Kervern    | 2010             | France           |

### Prix
Aucun prix n'est décerné lors de cette édition.